# شهریار پرهیزگار
شهریار پرهیزکار، (زادهٔ ۲۵ مرداد ۱۳۴۳ در تهران) از قاریان شیعه و حافظان ایرانی است. وی قرائت قرآن را در ۹ سالگی شروع کرد. او تا کنون جوایز بسیاری را در حوزه حفظ و قرائت قرآن دریافت کرده است و ترتیل قرآن او که در سال ۶۴ در رادیو اجرا شد از رایج ترین صوت های ترتیل قرآن در ایران است. او از شاگردان استاد مصطفی اسدالهی بود.

## میل به قرآن در کودکی
او می‌گوید: 
میل و اشتیاق درونی به شنیدن نغمات روحانی اعم از دعا و قرآن که به ویژه توسط مادرم در برخی مواقع به شکلی محزون تلاوت می‌شد مرا ترغیب می‌کرد. یکی از تفریحات کودکی من این بود که گوشه‌ای می‌نشستم و برای خودم مسابقه‌ای قرآنی ترتیب می‌دادم و خودم را قاری تجسم می‌نمودم و احساس می‌کردم که از من برای اجرای برنامه دعوت شده و من باید در شروع مسابقه بخوانم، بعد هم با یک لحن و وضعیت خاصی شروع می‌کردم به خواندن و خانواده که این را دیدند بیشتر توجه‌شان جلب شد و مرا به جلسات قرآنی راهنمایی کردند.
پرهیزکار، قرائت قرآن را در ۹سالگی و به تشويق والدين خود نزد دكتر اديب در مسجد توحيد واقع در خيابان جمهوری اسلامی و در ماه مبارك رمضان آغاز كرد. در پايان دوره يك ماهه، مقام اول روخوانی را به‌دست آورد. ‌در اين دوره يك ماهه، روخوانی و نيز تا حدودی تجويد مقدماتی و اندكی الحان قرآنی را فرا گرفت. علاقه زیاد پرهیزکار به استاد مروت که موفقیت وی در مسابقات قرآنی مالزی سال ۱۳۵۳ پوششی گسترده در روزنامه ها پیدا کرده بود اشتیاق زیادی را برای شاگردی او در دل شهریار برانگیخت. این علاقه در نهایت منجر شد تا پدرش وی را نزد بهترین قاری آن زمان یعنی استاد مروت ببرد و از ۱۰ سالگی شاگردی مروت را آغاز نماید. شهریار که تلاوت آیات را نزد استاد مروت آموخت، حفظ آیات را در ۱۱ سالگی و در جلسات استاد مولایی آغاز کرد. در ایامی که او مشغول حفظ قرآن بود، نزد محمد رضایی، مؤلف كتاب «گامی به سوی قرآن» يك دوره آموزش دستور زبان عربی(صرف و نحو) را که در مسجد المصطفی(ص) برای بزرگسالان برپا می‌شد گذراند و در آزمون پایان دوره، مقام اول را نیز کسب کرد.
علاقه و استعداد این کودک به فراگیری قرآن، پدرش را واداشت او را در هر محفل و کلاسی که برای آموزش قرآن در هر نقطه از شهر برپا می‌شد، حاضر کند. همت پدر در کنار استعداد پسر، شهریار را ظرف چند سال به یکی از پرآوازه‌ترین ستارگان قرآنی تبدیل کرد.
وی اولین بار به صورت رسمی در مسابقات قرآنی که در سال ۱۳۵۶ در مسجد لاله‌زار برگزار شد به تلاوت پرداخت و در این مراسم که بسیار با شکوه برگزار شد آیاتی از سوره یوسف را به زیبایی تلاوت کرد.

## تحصیلات و ازدواج
او پس از دریافت دیپلم، در دانشگاه شهید بهشتی تهران در رشته نرم‌افزار کامپیوتر تحصیل خود را آغاز کرد و مدرک کارشناسی را دریافت نمود و در سال ۱۳۶۹ ازدواج کرد که ثمره این ازدواج دو فرزند به نام‌های مهدیه و فاطمه است.
شهریار پرهیزگار همچنین جزو نخستین کسانی است که به دریافت افتخاری مدرک تخصصی درجه یک حفظ از سازمان دارالقران الکریم نائل آمده‌است که این مدرک، معادل با مدرک دکتری می‌باشد.

## مسابقات
شهریار پرهیزگار قرآن را در طول سه سال در جلسات حفظ استاد مولایی از حفظ کرد و در بسیاری از مسابقات داخلی و خارجی، رتبه‌های ممتاز کسب کرده‌است.
او در سال ۱۳۶۲ در مسابقات بین‌المللی قرآن کریم جمهوری اسلامی ایران در حفظ ۱۵ جزء رتبه نخست را کسب کرد؛ همچنین در سال ۱۳۶۴ در حفظ ۲۰ جزء رتبه دوم را در کشور عربستان بدست آورد.
شهریار پرهیزگار در سال ۱۳۶۶ هم در رشتهٔ حفظ کل قرآن در مسابقات بین‌المللی ایران شرکت کرد و رتبه نخست را در این مسابقات از آن خود ساخت. او در سال ۷۱ نیز به رتبه نخست مسابقات کشور عربستان در رشته حفظ کل دست یافت.
شهریار پرهیزگار، شرکت در مسابقات قرآنی را به‌صورت رسمی در سال ۱۳۵۶ در مسجد لاله‌زار آغاز کرد.

## اذان
اذانی با صدای شهریار پرهیزگار در آرشیو صدا و سیما موجود است که بر خلاف نوع اذانهای دیگر، استودیویی نیست؛ بلکه در اصل، پیش از اقامهٔ یکی از نمازهای جمعه در دانشگاه تهران در سالهای اول دههٔ ۶۰ گفته شده‌است. مرحوم مرتضایی‌فر (مجری مراسم نماز جمعه) در همان مراسم، یادآور شد که شهریار پرهیزگار پس از موفقیت در حفظ نصف و سپس دوسوم قرآن کریم، هم‌اکنون در حال حفظ کل قرآن کریم است.

## در نگاه دیگران
- در خاطرات منتشر شده اکبر هاشمی رفسنجانی مربوط به ۶ شهریور ۱۳۸۰ آمده است که: «آقای [شهریار] پرهیزکار، حافظ‌ کل قرآن آمد. گفت، در سال ۱۳۷۱ در مسابقه [حفظ قرآن در] عربستان، اول شده و ۵۵ هزار ریال سعودی جایزه‌ گرفته است و آن را در اختیار فردی قرار داده که [با آن پول] برای او کار کند؛ در بازپرداخت آن کوتاهی‌ کرده است. منزلی در کرج دارد که در اشغال مستأجر است. حال به خاطر مشکلات ناشی از آن، دچار بدهی و اضطراب شده است. برای وام، استمدادکرد.» [۳]
- محسن قرائتی در مورد ترتیل وی گفته‌است: «اگر من بهترین تفسیر را بکنم، نمره‌ام ۱۵ است اما اگر کنار شما بخوانید می‌شود ۲۰».[۴]